# John Adams Harper
John Adams Harper (* 2. November 1779 in Derryfield, New Hampshire; † 18. Juni 1816 in Meredith Bridge, New Hampshire) war ein US-amerikanischer Politiker. Zwischen 1811 und 1813 vertrat er den Bundesstaat New Hampshire im US-Repräsentantenhaus.

## Werdegang
John Harper wurde 1779 im damaligen Derryfield, dem heutigen Manchester, geboren. Bis 1794 besuchte er die Phillips Exeter Academy in Exeter. Nach einem anschließenden Jurastudium und seiner um das Jahr 1802 erfolgten Zulassung als Rechtsanwalt begann er in Sanbornton im Belknap County in seinem neuen Beruf zu praktizieren. Er wurde auch der erste Posthalter dieser Gemeinde. Im Jahr 1806 zog Harper nach Meredith Bridge. Zwischen 1805 und 1806 war er Verwaltungsangestellter beim Senat von New Hampshire.
Harper war Mitglied der von Thomas Jefferson gegründeten Demokratisch-Republikanischen Partei. Zwischen 1809 und 1810 saß er als Abgeordneter im Repräsentantenhaus von New Hampshire. Außerdem war er von 1809 bis 1812 Mitglied der Staatsmiliz. Bei den Kongresswahlen des Jahres 1810, die staatsweit abgehalten wurden, wurde er für das vierte Abgeordnetenmandat von New Hampshire in das US-Repräsentantenhaus in Washington, D.C. gewählt. Dort trat er am 4. März 1811 die Nachfolge von Nathaniel Appleton Haven an. Da er bei den Wahlen des Jahres 1812 dem Föderalisten Roger Vose unterlag, konnte Harper bis zum 3. März 1813 nur eine Legislaturperiode im Kongress absolvieren, die von den Diskussionen im Vorfeld und dann durch den Ausbruch des Britisch-Amerikanischen Krieges überschattet war.
Nach dem Ende seiner Zeit im Repräsentantenhaus zog sich John Harper aus der Bundespolitik zurück. Er starb am 18. Juni 1816 in Meredith Bridge, dem heutigen Laconia, wo er auch beigesetzt wurde.